# Decannitril
Decannitril ist eine chemische Verbindung aus der Gruppe der Nitrile.

## Gewinnung und Darstellung
Decannitril kann durch Umsetzung von 1-Bromnonan mit Natriumcyanid in einem polar aprotischen Lösungsmittel wie Dimethylsulfoxid (DMSO) gewonnen werden:
Dabei läuft eine nukleophile Substitution zweiter Ordnung ab und liefert Ausbeuten an Decannitril von etwa 93 %.

## Eigenschaften
Decannitril ist eine brennbare, schwer entzündbare, lichtempfindliche, weiße bis gelbliche Flüssigkeit mit ammoniakartigem Geruch, die praktisch unlöslich in Wasser ist.